# You and Me Both
You and Me Both es el segundo y último álbum del dueto inglés Yazoo, formado por la cantante Alison Moyet y el teclista Vince Clarke, producido y publicado en 1983. Fue producido por el ingeniero Eric Radcliffe y Yazoo. Este álbum alcanzó el primer puesto en el ranking británico.
En Europa desde su lanzamiento se publicó en formato de disco de vinilo y en formato digital, a diferencia de su predecesor, pero en América hasta 1987 se editó en CD.

## Uso en la cultura popular

### Televisión
"Sweet Thing" fue usada en los episodios "Hielito", "Fiesta en la casa de Juanín" y "Por el señor Manguera" de la segunda y tercera temporada en la serie infantil chileno 31 minutos.

## Listado de canciones
Edición europea en LP
| Lado A |                  |              |          |  |
| N.º    | Título           | Escritor(es) | Duración |  |
| 1.     | «Nobody's Diary» | Alison Moyet | 4:30     |  |
| 2.     | «Softly Over»    | Vince Clarke | 4:01     |  |
| 3.     | «Sweet Thing»    | Alison Moyet | 3:41     |  |
| 4.     | «Mr. Blue»       | Vince Clarke | 3:18     |  |
| 5.     | «Good Times»     | Alison Moyet | 4:18     |  |

| Lado B |                       |              |          |  |
| N.º    | Título                | Escritor(es) | Duración |  |
| 1.     | «Walk Away from Love» | Vince Clarke | 3:18     |  |
| 2.     | «Ode to Boy»          | Alison Moyet | 3:35     |  |
| 3.     | «Unmarked»            | Vince Clarke | 3:34     |  |
| 4.     | «Anyone»              | Alison Moyet | 3:24     |  |
| 5.     | «Happy People»        | Vince Clarke | 2:56     |  |
| 6.     | «And On»              | Alison Moyet | 3:12     |  |

Edición americana en LP
Como en su primer álbum, se cambió uno de los temas por el lado B del único disco sencillo publicado.

| Lado A |                  |          |  |
| N.º    | Título           | Duración |  |
| 1.     | «Nobody's Diary» | 4:30     |  |
| 2.     | «Softly Over»    | 4:01     |  |
| 3.     | «Sweet Thing»    | 3:41     |  |
| 4.     | «Mr. Blue»       | 3:18     |  |
| 5.     | «Good Times»     | 4:18     |  |

| Lado B |                             |          |  |
| N.º    | Título                      | Duración |  |
| 1.     | «Walk Away from Love»       | 3:18     |  |
| 2.     | «Ode to Boy»                | 3:35     |  |
| 3.     | «Unmarked»                  | 3:34     |  |
| 4.     | «Anyone»                    | 3:24     |  |
| 5.     | «State Farm (Moyet/Clarke)» | 3:35     |  |
| 6.     | «And On»                    | 3:12     |  |

Edición americana en CD
Es una reproducción de su edición en vinilo, pero estuvo disponible hasta 1987.

| You and Me Both |                       |          |  |
| N.º             | Título                | Duración |  |
| 1.              | «Nobody's Diary»      | 4:30     |  |
| 2.              | «Softly Over»         | 4:01     |  |
| 3.              | «Sweet Thing»         | 3:41     |  |
| 4.              | «Mr. Blue»            | 3:18     |  |
| 5.              | «Good Times»          | 4:18     |  |
| 6.              | «Walk Away from Love» | 3:18     |  |
| 7.              | «Ode to Boy»          | 3:35     |  |
| 8.              | «Unmarked»            | 3:34     |  |
| 9.              | «Anyone»              | 3:24     |  |
| 10.             | «State Farm»          | 3:35     |  |
| 11.             | «And On»              | 3:12     |  |

Edición europea en CD
Es también una reproducción íntegra del original en vinilo, pero esta estuvo disponibles hasta 1989.

| You and Me Both |                       |          |  |
| N.º             | Título                | Duración |  |
| 1.              | «Nobody's Diary»      | 4:30     |  |
| 2.              | «Softly Over»         | 4:01     |  |
| 3.              | «Sweet Thing»         | 3:41     |  |
| 4.              | «Mr. Blue»            | 3:18     |  |
| 5.              | «Good Times»          | 4:18     |  |
| 6.              | «Walk Away from Love» | 3:18     |  |
| 7.              | «Ode to Boy»          | 3:35     |  |
| 8.              | «Unmarked»            | 3:34     |  |
| 9.              | «Anyone»              | 3:24     |  |
| 10.             | «Happy People»        | 2:56     |  |
| 11.             | «And On»              | 3:12     |  |

## Créditos
- Producido por: Eric Radcliffe y Yazoo
- Coros en Walk Away From Love: The Sapphires
- Cubierta: Twenty-Three Envelope[6]

## Datos adicionales
Si bien, Vince Clarke era en sus inicios el cantante de Composition of Sound -la banda que derivó en Depeche Mode- no había grabaciones oficiales con Clarke como cantante. Happy People es la primera y única canción de Yazoo que es cantada por Vince Clarke. Además, es uno de los dos únicos registros oficiales de Clarke como cantante -el otro es la parte rapeada de la versión Erasure de Rapture-.
La canción Ode To Boy fue grabada más tarde por Alison Moyet con una versión de la canción en un estilo uptempo indie-rock para su álbum Essex de 1994.